# Apoidea, breve ópera hexagonal

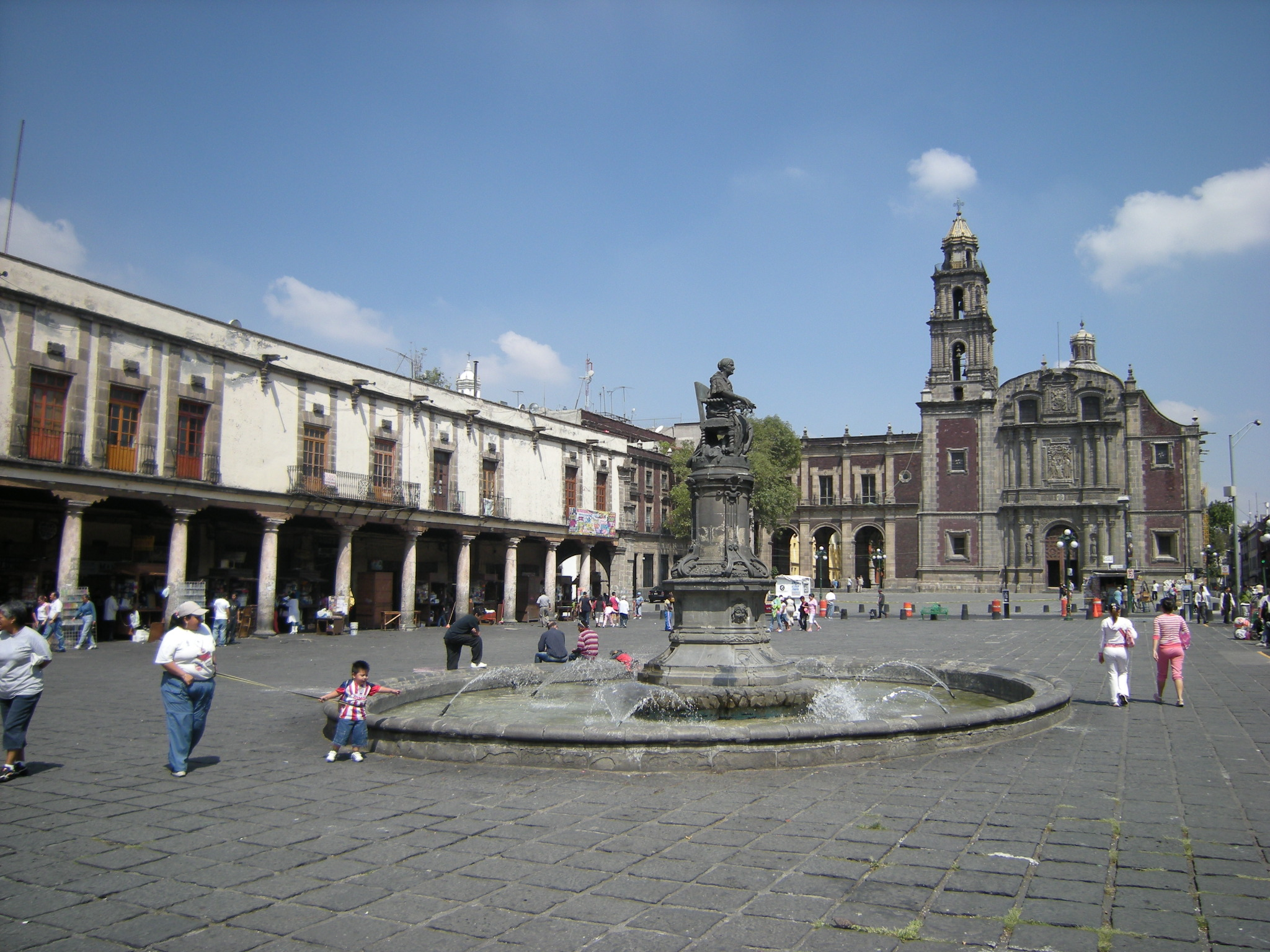
Apoidea se estrenó en la Plaza de Santo Domingo, como parte del Festival del Centro Histórico de México 2014

Apoidea, breve ópera hexagonal es una obra corta en un acto para mezzosoprano y ensamble de cámara, con música de José Miguel Delgado y libreto de Germán A. Panarisi y del propio compositor, autor también del Nuevo Canto a México. El estreno musical de la ópera Apoidea tuvo lugar precisamente en las celebraciones del Bicentenario de la Independencia de México en República Checa. La primera vez que Apoidea se representó íntegramente fue en el marco del Festival del Centro Histórico de México, el 15 de marzo de 2014, y fue una versión adaptada para niños (ver más abajo).

## Libreto
El libreto Apoidea es fruto de la colaboración entre José Miguel Delgado y Germán A. Panarisi:

Cuando mi amigo Omar Rojas me pidió escribir una ópera me entusiasmé. La obra formaría parte de las celebraciones del Bicentenario de la Independencia de México en República Checa [...]. Los requerimientos eran muy precisos: componer una obra corta para mezzosoprano y ensamble de cámara. Yo por mi cuenta también me puse un par de condiciones: que la obra tuviera alguna relación con la muerte, dado que se estrenaría el 2 de noviembre, Día de Muertos en México; y que los músicos jugaran un papel en la historia.

Mi buen amigo [...] Germán Panarisi me propuso la idea de contar la vida de una reina víctima, que se viera obligada a hacer algo terrible – matar a sus hermanas – para ocupar el trono. Esta idea estaba inspirada en la vida de una abeja reina. Tras estudiar las etapas en la vida de este animal la solución para la segunda condición nos vino a la mente: el vuelo nupcial en que la abeja es fecundada sería un 'danzón nupcial', y los 'barones' (zánganos) serían interpretados por los músicos. Cada uno haría un solo con su instrumento cuando fuera su turno de bailar con la Reina. Y así, tras algunas semanas de largas pláticas alrededor de una cerveza o dos, el guión estaba prácticamente listo.
José Miguel Delgado.

## Adaptación infantil
Aunque originalmente la ópera Apoidea fue concebida como una obra trágica y oscura para ser representada el Día de los Muertos, su estreno mundial tuvo lugar bajo la forma de una ópera adaptada al público infantil, con la dirección escénica a cargo de Jesusa Rodríguez. 
Esta versión adaptada se ha representado también dentro de la programación de teatro del Instituto Nacional de Bellas Artes, en la Feria Internacional del Libro del Zócalo, en la 34 Feria Internacional del Libro Infantil y Juvenil y en el Festival Interfaz ISSSTE de Mérida.